# Хокей на зимових Олімпійських іграх 1960
Хокейний турнір на зимових Олімпійських іграх 1960 проходив з 18 по 28 лютого 1960 року в американському місті Скво-Веллі. На попередньому етапі дев'ять команд виступали у трьох групах. По дві найкращі збірні отримали право безпосередньо боротися за нагороди.
У рамках турніру проходили 27-й чемпіонат світу і 38-й чемпіонат Європи. Звання чемпіона світу вдруге здобула збірна США, а чемпіона Європи — команда Радянського Союзу (шостий титул).

## Група А

### Підсумкова таблиця
| М | Команда | І | Пер | Н | Пор | ЗШ | ПШ | О |
| - | ------- | - | --- | - | --- | -- | -- | - |
| 1 | Канада  | 2 | 2   | 0 | 0   | 24 | 3  | 4 |
| 2 | Швеція  | 2 | 1   | 0 | 1   | 21 | 5  | 2 |
| 3 | Японія  | 2 | 0   | 0 | 2   | 1  | 38 | 0 |

Скорочення: М = підсумкове місце, І = ігри, Пер = перемоги, Н = нічиї, Пор = поразки, ЗШ = закинуті шайби, ПШ = пропущені шайби, О = набрані очки

### Результати матчів
| Дата       | Команда | Рахунок | Команда |
| ---------- | ------- | ------- | ------- |
| 19.02.1960 | Канада  | 5 : 2   | Швеція  |
| 20.02.1960 | Канада  | 19 : 1  | Японія  |
| 21.02.1960 | Швеція  | 19 : 0  | Японія  |

## Група В

### Підсумкова таблиця
| М | Команда         | І | Пер | Н | Пор | ЗШ | ПШ | О |
| - | --------------- | - | --- | - | --- | -- | -- | - |
| 1 | СРСР            | 2 | 2   | 0 | 0   | 16 | 4  | 4 |
| 2 | Німеччина (ОНК) | 2 | 1   | 0 | 1   | 4  | 9  | 2 |
| 3 | Фінляндія       | 2 | 0   | 0 | 2   | 5  | 12 | 0 |

### Результати матчів
| Дата       | Команда   | Рахунок | Команда   |
| ---------- | --------- | ------- | --------- |
| 19.02.1960 | СРСР      | 8 : 0   | Німеччина |
| 20.02.1960 | СРСР      | 8 : 4   | Фінляндія |
| 21.02.1960 | Німеччина | 4 : 1   | Фінляндія |

## Група С

### Підсумкова таблиця
| М | Команда        | І | Пер | Н | Пор | ЗШ | ПШ | О |
| - | -------------- | - | --- | - | --- | -- | -- | - |
| 1 | США            | 2 | 2   | 0 | 0   | 19 | 6  | 4 |
| 2 | Чехословаччина | 2 | 1   | 0 | 1   | 23 | 8  | 2 |
| 3 | Австралія      | 2 | 0   | 0 | 2   | 2  | 30 | 0 |

### Результати матчів
| Дата       | Команда        | Рахунок | Команда        |
| ---------- | -------------- | ------- | -------------- |
| 19.02.1960 | США            | 7 : 5   | Чехословаччина |
| 20.02.1960 | Чехословаччина | 18 : 1  | Австралія      |
| 21.02.1960 | США            | 12 : 1  | Австралія      |

## Фінал

### Підсумкова таблиця
| М | Команда         | І | Пер | Н | Пор | ЗШ | ПШ | О  |
| - | --------------- | - | --- | - | --- | -- | -- | -- |
| 1 | США             | 5 | 5   | 0 | 0   | 29 | 11 | 10 |
| 2 | Канада          | 5 | 4   | 0 | 1   | 31 | 12 | 8  |
| 3 | СРСР            | 5 | 2   | 1 | 2   | 24 | 19 | 5  |
| 4 | Чехословаччина  | 5 | 2   | 0 | 3   | 21 | 23 | 4  |
| 5 | Швеція          | 5 | 1   | 1 | 3   | 19 | 19 | 3  |
| 6 | Німеччина (ОНК) | 5 | 0   | 0 | 5   | 5  | 45 | 0  |

### Результати матчів
| Дата       | Команда        | Рахунок | Команда        |
| ---------- | -------------- | ------- | -------------- |
| 22.02.1960 | СРСР           | 8 : 5   | Чехословаччина |
| 22.02.1960 | США            | 6 : 3   | Швеція         |
| 22.02.1960 | Канада         | 12 : 0  | Німеччина      |
| 24.02.1960 | США            | 9 : 1   | Німеччина      |
| 24.02.1960 | СРСР           | 2 : 2   | Швеція         |
| 24.02.1960 | Канада         | 4 : 0   | Чехословаччина |
| 25.02.1960 | СРСР           | 7 : 1   | Німеччина      |
| 25.02.1960 | США            | 2 : 1   | Канада         |
| 25.02.1960 | Чехословаччина | 3 : 1   | Швеція         |
| 27.02.1960 | Чехословаччина | 9 : 1   | Німеччина      |
| 27.02.1960 | США            | 3 : 2   | СРСР           |
| 27.02.1960 | Канада         | 6 : 5   | Швеція         |
| 28.02.1960 | США            | 9 : 4   | Чехословаччина |
| 28.02.1960 | Швеція         | 8 : 2   | Німеччина      |
| 13.02.1972 | Канада         | 8 : 5   | СРСР           |

## Призери
США: воротарі — Джек Маккартен, Лоренс Палмер; захисники — Джон Меясич, Джек Кіррейн, Едвін Овен, Родні Паавола; нападники — Вільям Клірі, Вільям Крістіан, Роджер Крістіан, Томас Вільямс, Роберт Клірі, Пол Джонсон, Велдон Ольсон, Роберт Мак-Вей, Річард Роденгізер, Річард Мередіт, Юджин Грація. Тренер — Джек Райлі.
 Канада: воротарі — Дональд Гед, Гарольд Гарлі; захисники — Гаррі Сінден, Джек Дуглас, Мо Бенуа, Дерріл Слай; нападники — Фред Етчер, Роберт Еттерслі, Джордж Самойленко, Флойд Мартін, Боббі Руссо, Джеймс Коннеллі, Дональд Роул, Роберт Форен, Кеннет Лофмен, Кліфф Пеннінгтон, Роберт Мак-Найт. Тренер — Боб Бауер.
 СРСР: воротарі — Микола Пучков, Євген Єркін; захисники — Генріх Сидоренков, Альфред Кучевський, Микола Сологубов, Юрій Баулін, Микола Карпов; нападники — Веніамін Александров, Костянтин Локтєв, Олександр Альметов, Юрій Цицинов, Михайло Бичков, Володимир Гребенников, Віктор Пряжников, Євген Грошев, Віктор Якушев, Станіслав Петухов. Тренери — Анатолій Тарасов, Володимир Єгоров.

## Найкращі гравці
| Позиція  | Гравець          |
| -------- | ---------------- |
| Воротар  | Джек Маккартен   |
| Захисник | Микола Сологубов |
| Нападник | Нільс Нільссон   |

## Найкращі бомбардири
| М | Гравець              | Очки      |
| - | -------------------- | --------- |
| 1 | Фред Етчер           | 21 (9+12) |
| 1 | Роберт Еттерслі      | 18 (6+12) |
| 3 | Вільям Клірі         | 14 (7+7)  |
| 4 | Веніамін Александров | 13 (7+6)  |
| 5 | Вільям Крістіан      | 11 (7+4)  |

## Фінал (за 7–9 місця)

### Підсумкова таблиця
| М | Команда   | І | Пер | Н | Пор | ЗШ | ПШ | О |
| - | --------- | - | --- | - | --- | -- | -- | - |
| 7 | Фінляндія | 4 | 3   | 1 | 0   | 50 | 11 | 7 |
| 8 | Японія    | 4 | 2   | 1 | 1   | 32 | 22 | 5 |
| 9 | Австралія | 4 | 0   | 0 | 4   | 8  | 57 | 0 |

### Результати матчів
| Дата       | Команда   | Рахунок | Команда   |
| ---------- | --------- | ------- | --------- |
| 22.02.1960 | Австралія | 1 : 14  | Фінляндія |
| 23.02.1960 | Фінляндія | 6 : 6   | Японія    |
| 24.02.1960 | Японія    | 13 : 2  | Австралія |
| 25.02.1960 | Австралія | 2 : 19  | Фінляндія |
| 26.02.1960 | Фінляндія | 11 : 2  | Японія    |
| 27.02.1960 | Японія    | 11 : 3  | Австралія |

## Чемпіонат Європи
1. СРСР
2. Чехословаччина
3. Швеція
4. Німеччина (ОНК)
5. Фінляндія